# Monodopsidaceae
Famille
Les Monodopsidaceae sont une famille d'algues de l'embranchement des Ochrophyta  de la classe des Eustigmatophyceae et de l’ordre des Eustigmatales.

## Étymologie
Le nom vient du genre type Monodopsis, dérivé du grec μονοσ, « seul, unique », et ὀδούς / odoys, dent  ― μονοδους / monodous, « qui n’a qu’une dent » —, le nom Monodus a d’ailleurs été longtemps utilisé ; la forme correcte du nouveau nom devrait être, Mondontopsis (de -opsis « semblable à »), le nom finalement adopté Monodopsis qui en représente une forme abrégée, signifie littéralement « comme n'ayant qu'une dent ».

## Description
Les Monodopsidaceae sont des Eustigmatophycées unicellulaires flottantes à cellules sphériques, ovoïdes, elliptiques ou cylindriques de moins de 10 pm de diamètre. Monodopsis  subterranea est une algue vivant dans le sol tandis que les espèces du genre Nannochloropsis sont euryhalines et vivent dans les bassins rocheux côtiers.

## Liste des genres
Selon AlgaeBase (19 février 2022) :
- Microchloropsis M.W.Fawley, I.Jameson & K.P.Fawley, 2015
- Monodopsis D.J.Hibberd, 1981
- Nannochloropsis D.J.Hibberd, 1981
- Pseudotetraëdriella Hedgewald, Padisak & Friedl, 2007